# Monumento al emperador Guillermo (Hamburgo)
El monumento al emperador Guillermo (en alemán, Kaiser-Wilhelm-Denkmal, o KWD) es la denominación que reciben dos conjuntos de estatuas ubicadas en la ciudad-estado de Hamburgo, al norte de Alemania, uno en la plaza frente al ayuntamiento de Hamburgo y el otro en el distrito de Altona.

## Historia

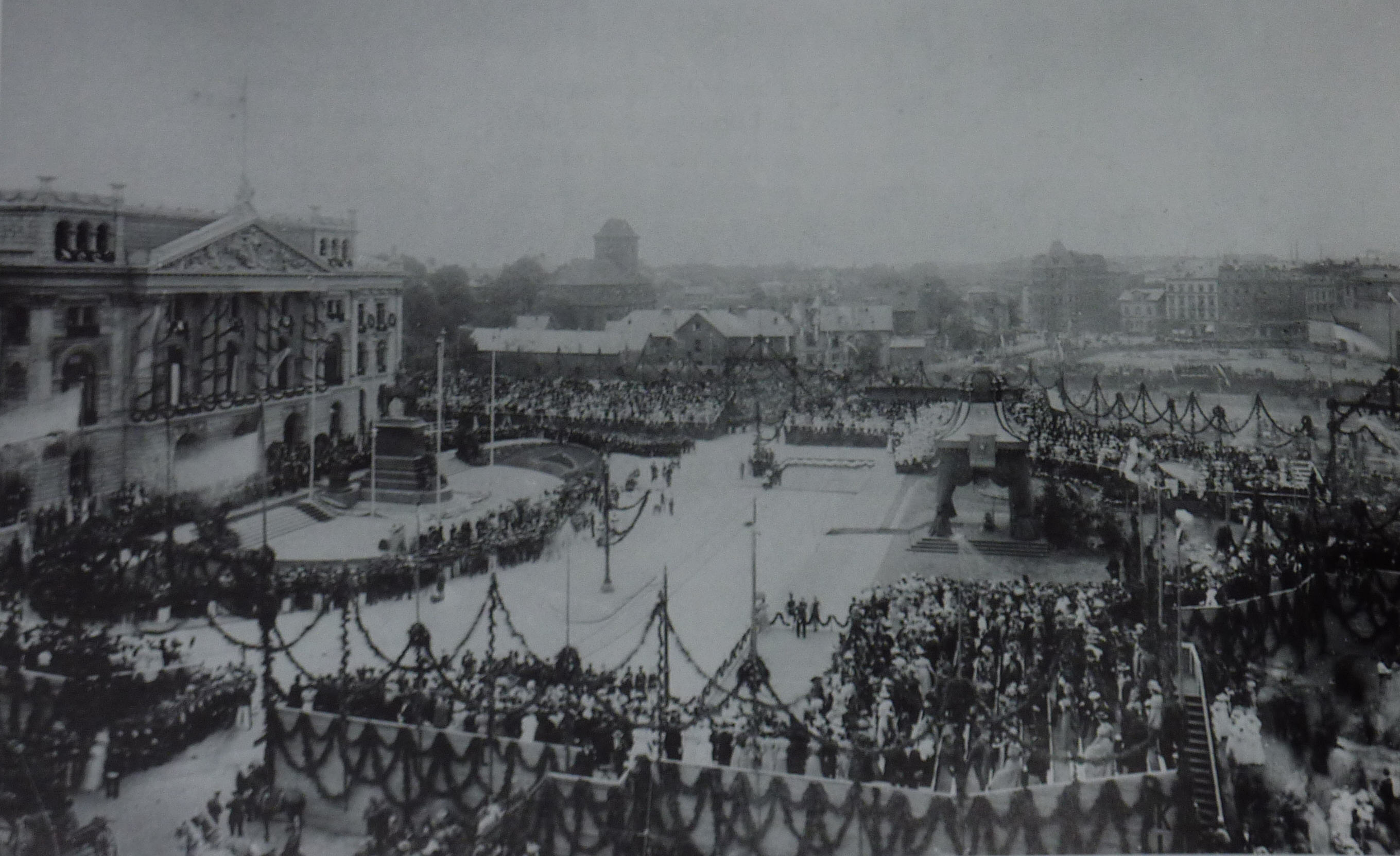
Inauguración del monumento de Altona

Tras la muerte en 1888 del emperador Guillermo I, se erigieron en su memoria múltiples monumentos por toda la geografía del Imperio alemán. Tras la aplicación de la Ley del Gran Hamburgo de 1937, la ciudad se convirtió en el espacio que más estatuas de este tipo reunía. Sin embargo, son dos representaciones en concreto que reciben esta distinción, ambas consistiendo en un conjunto de estatuas con la escultura ecuestre del káiser como elemento principal. Ambos monumentos fueron inaugurados en presencia del nieto de Guillermo I y último emperador de Alemania, Guillermo II.

### KWD Altona
El primero de los monumentos se erigió delante del ayuntamiento de Altona, entonces una ciudad separada al oeste de Hamburgo (que no se convertiría ciudad-estado hasta 1937), con la estatua ecuestre del emperador en el centro de un recinto rodeado de distintas figuras alegóricas. El monumento, obra del escultor Gustav Eberlein, se inauguró directamente en frente de la fachada principal del ayuntamiento, con la figura del káiser dando la espalda al edificio y encarando el paseo peatonal. Fue oficialmente inaugurado el 18 de junio de 1898 en una solemne ceremonia, en presencia de Guillemo II y de su mujer, Augusta Victoria.
La estatua ecuestre del káiser, retratado como un general con el casco puesto y su mano izquierda sujetando las riendas del caballo, está colocada sobre un pedestal de varios metros de altura, confiriéndole importancia por encima de las demás estatuas y de los transeúntes. Delante de la estatua, la figura de un antiguo guerrero representa el poderío militar del Imperio, mientras que a sus pies dos mujeres eruditas cogidas de la mano representan los ducados de Schleswig y Holstein. Detrás de la estatua ecuestre, a ambos lados y también sobre pedestales, están las estatuas de un herrero, representando la economía y la industria, y la de un pescador, en representación del comercio y el transporte marítimo.

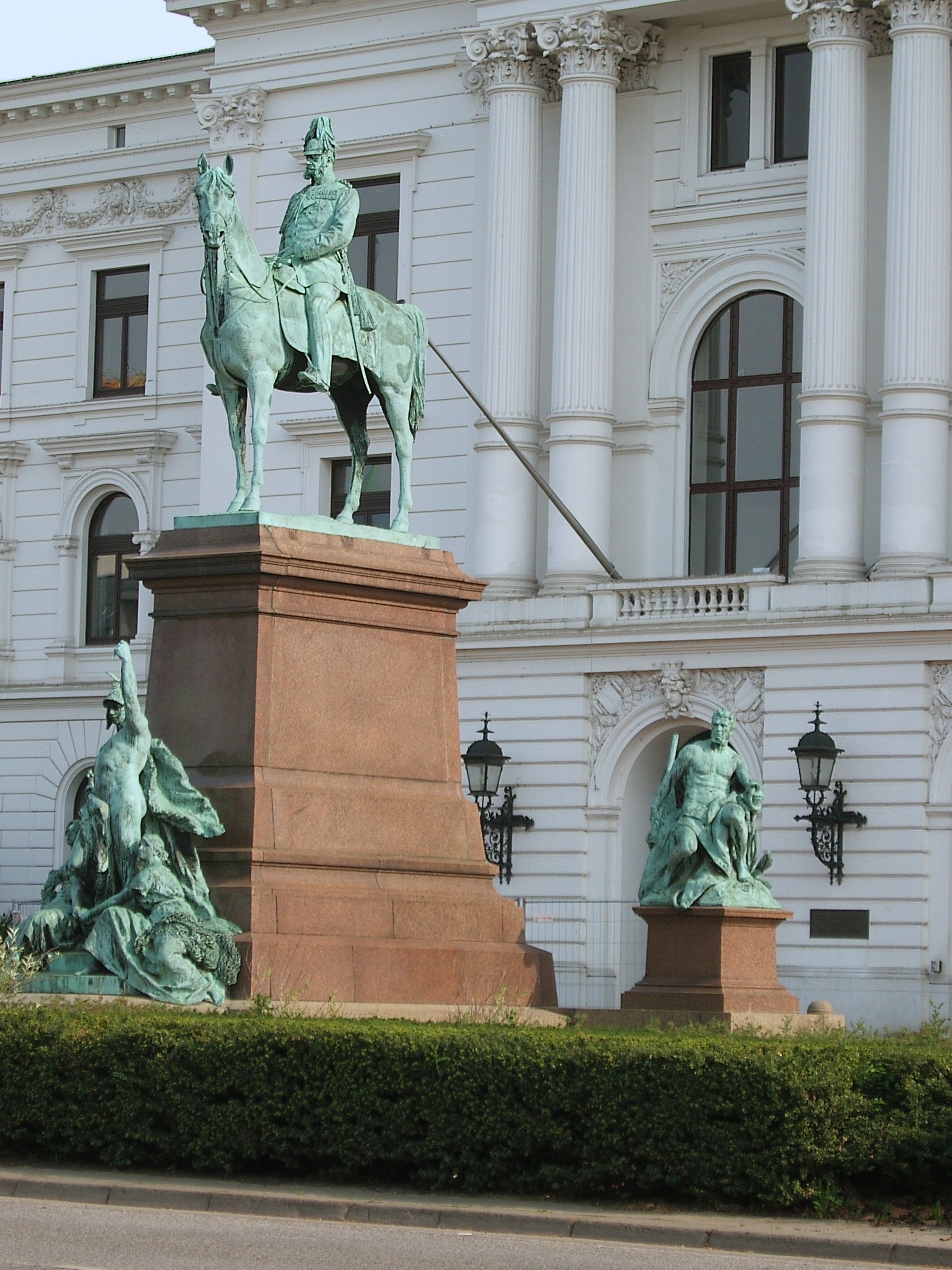
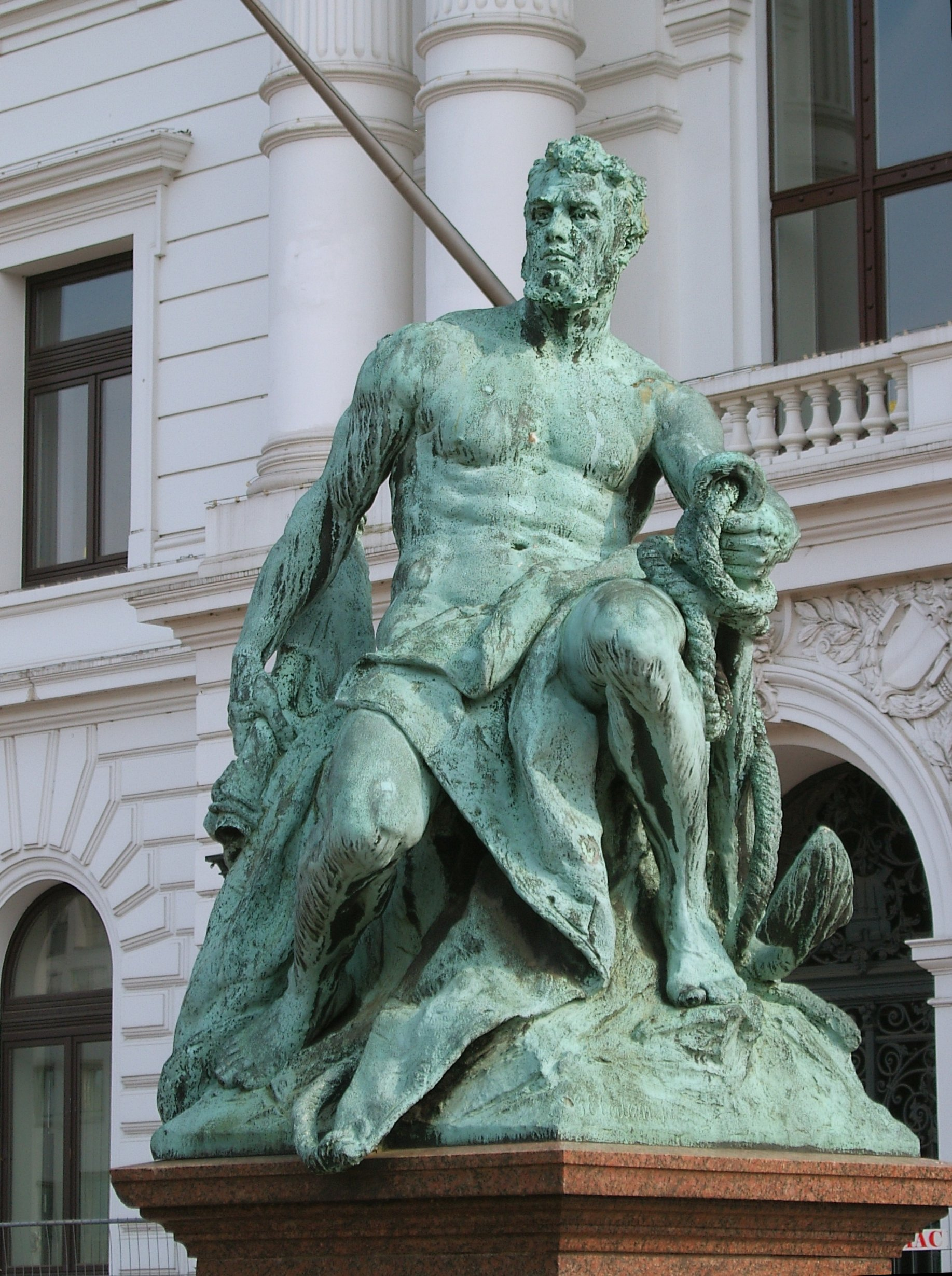
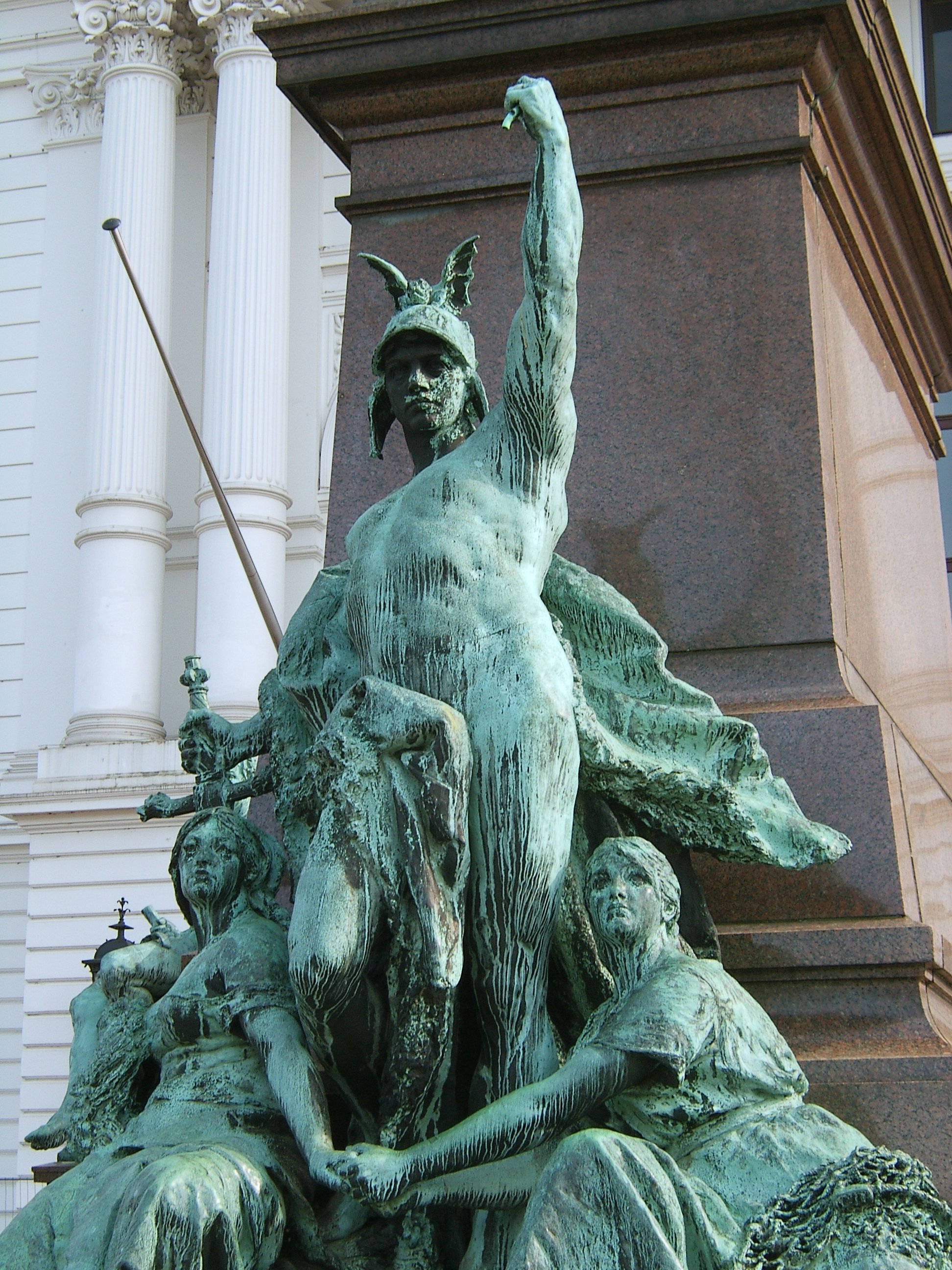
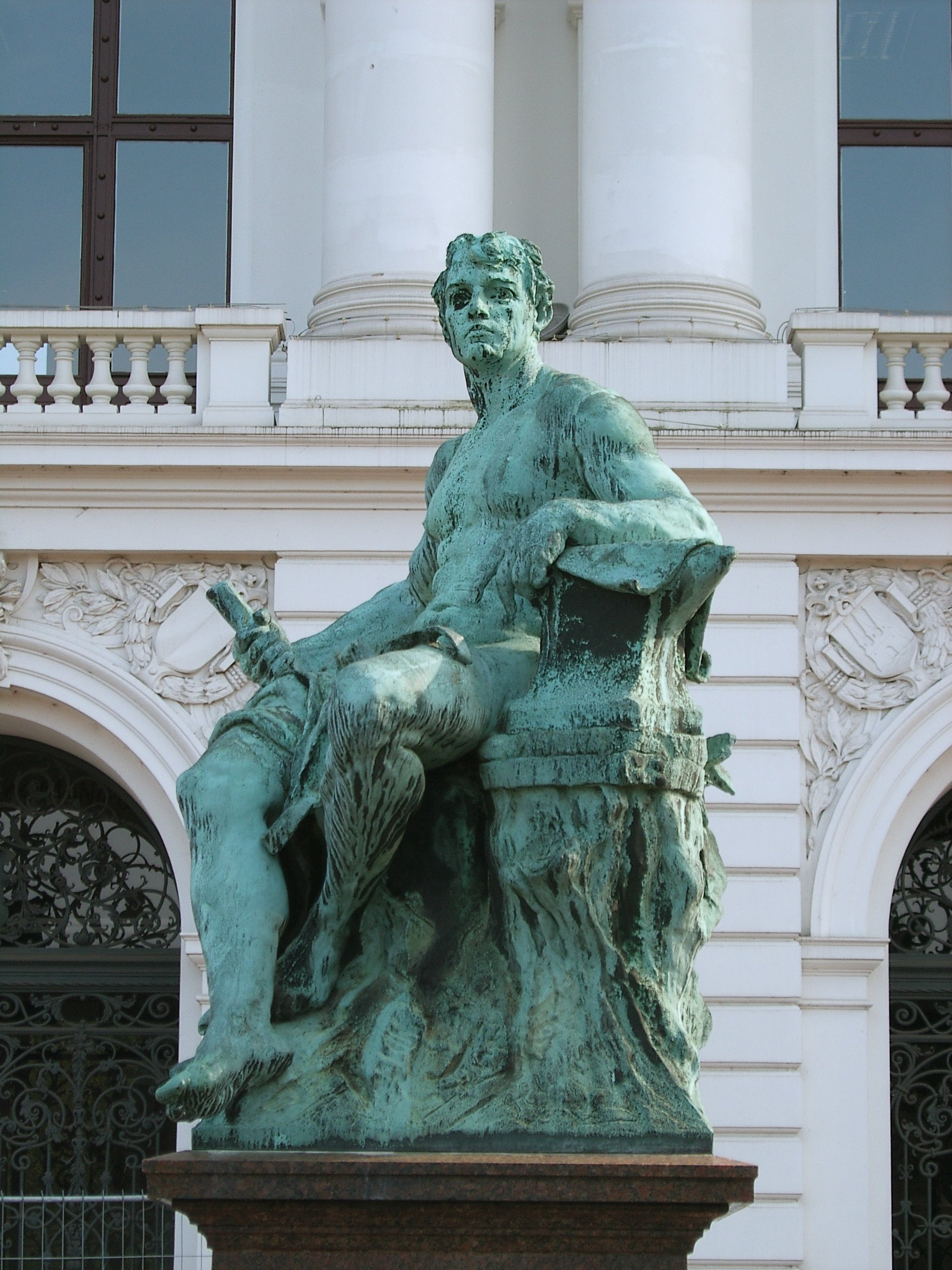

### KWD Plaza del Ayuntamiento

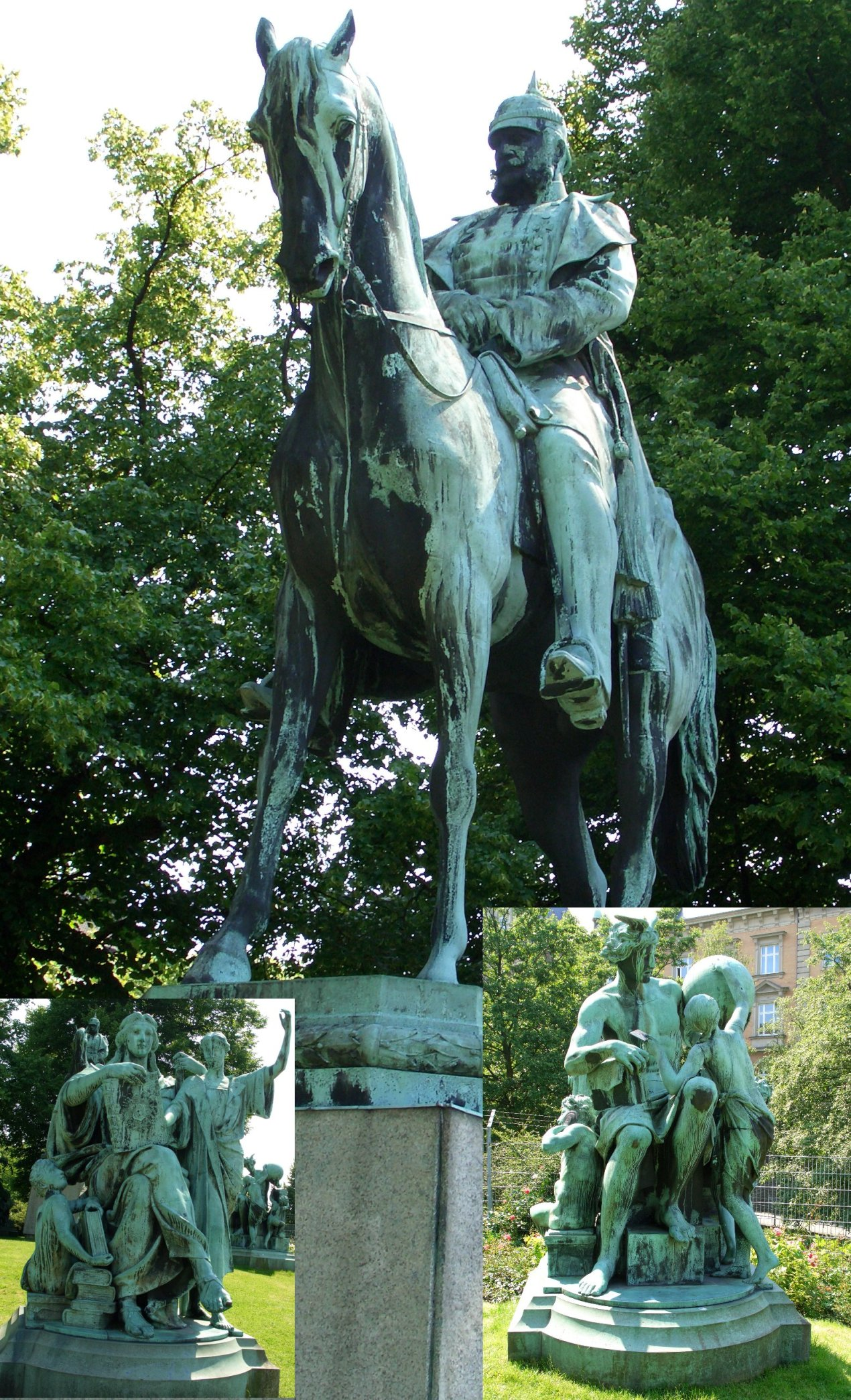
La estatua ecuestre en Planten und Blomen

El más grande de los monumentos fue proyectado por Johannes Schilling e inaugurado el 20 de junio de 1903 en la plaza del Rathausmarkt, también en presencia de Guillermo II. En 1930 fue trasladado a Neustadt, formando parte a partir de 1997 del parque Planten und Blomen.
Ya poco después de la muerte del káiser, una comisión formada por miembros del senado de Hamburgo y sus ciudadanos recibió el encargo de acordar la ubicación del monumento proyectado por el escultor Fritz Schaper, que iba a erigirse en el puente Reesendamm (Reesendammbrücke), un céntrico puente en la actual Jungfernstieg que atraviesa la boca sur del Binnenalster. Aprobado por el senado, el plan fue no obstante rechazado por los ciudadanos, que en 1890 optaron por el Rathausmarkt como sitio del futuro monumento. Sin embargo, los problemas de tráfico y cuestiones financieras impidieron la realización del plan hasta que el arquitecto e ingeniero jefe de la ciudad, Martin Haller, volviera a ponerlo en el orden del día en 1898, tras hacerse públicos los planes de Guillermo II de atender la inauguración del monumento de Altona unos meses más tarde.

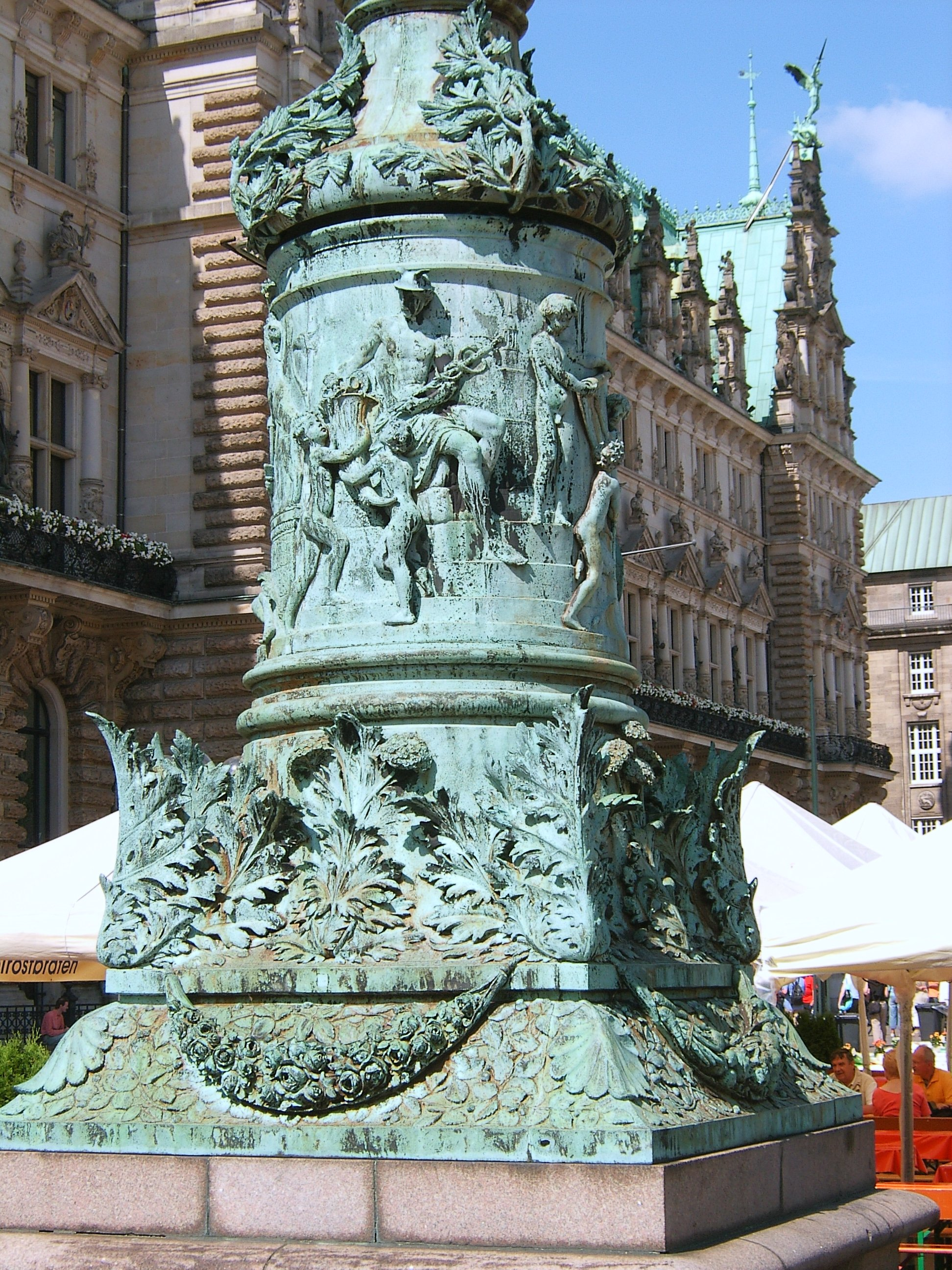
El pedestal del Rathausmarkt aún está en su sitio original

Algunas características importantes del plan de desarrollo del monumento, incluyendo su distribución y adaptación a la nueva ubicación, se basaron en diseños de Karl Garbers y Ernst Barlach, estilísticamente adaptados por Schilling en torno a su estatua ecuestre. La primera piedra se colocó el 3 de junio de 1902. El costo del conjunto del monumento, incluyendo el rediseño de la plaza, la reubicación del tranvía y las celebraciones, superó el millón de marcos de la época.

#### Descripción
Originalmente, la estatua ecuestre de 5,5 metros de altura estaba ubicada encima de una tarima de 80x30 metros, sobre un pedestal ornamentado de seis metros de altura tallado en granito pulido. Se incorporaban relieves de bronce que simbolizaban la unificación de Alemania de 1871 junto al escudo de armas del Imperio alemán (resultado de la unificación). La tarima estaba enmarcada a un lado por dos amplias balaustradas de piedra arqueadas, que, junto al espacio entre ellas, formaban un medio círculo en dirección al palacio del ayuntamiento. Las balaustradas, coronadas con fogones de bronce en forma de jarrón y delimitadas por dos mástiles de bandera y dos postes de luz, contaban en su interior con distintos relieves relacionados también con la unificación del Imperio, y en ellas se instalaban bancos separados por grifos de bronce, como también los cuatro grupos de figuras alegóricas que conformaban el resto del monumento. Otros dos postes de luz se encontraban entre las balaustradas y la estatua ecuestre, teniendo la función de iluminar el recinto, que llegaría a servir entre otros como recinto ferial. Tanto mástiles como postes llevaban estilísticos adornos de hojas basados en especies de árboles comunes de Alemania.
A diferencia del monumento de Altona, que se centra en el aspecto militar del káiser, este monumento representaba deliberadamente al emperador con uniforme ligero y sencillo, ya que la atención no debía centrarse en el militarismo prusiano, sino en los logros sociales, económicos y legislativos tras la fundación del Imperio alemán y la inclusión de Hamburgo, como las demás ciudades hanseáticas, en él.

#### Imágenes del monumento

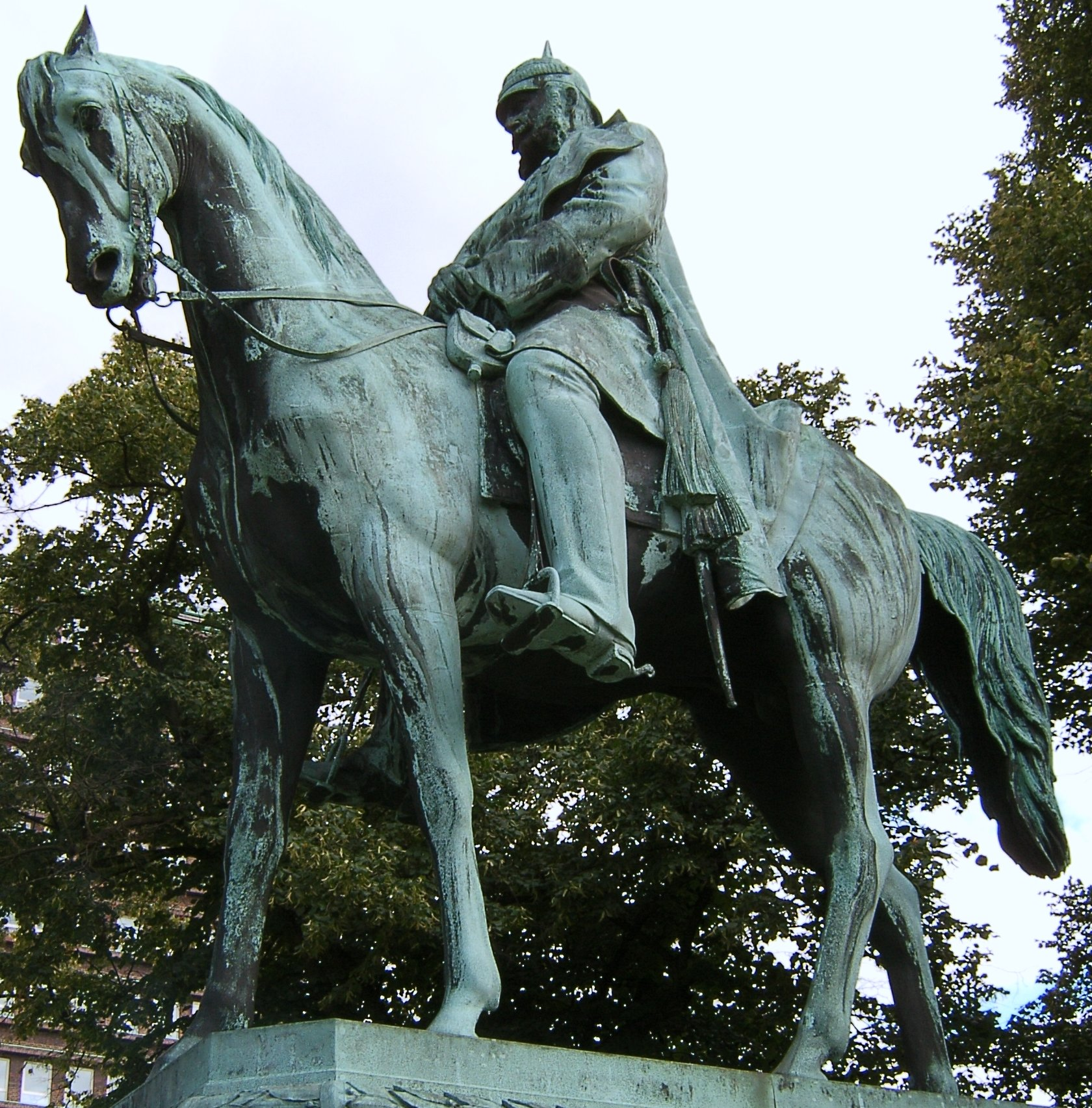
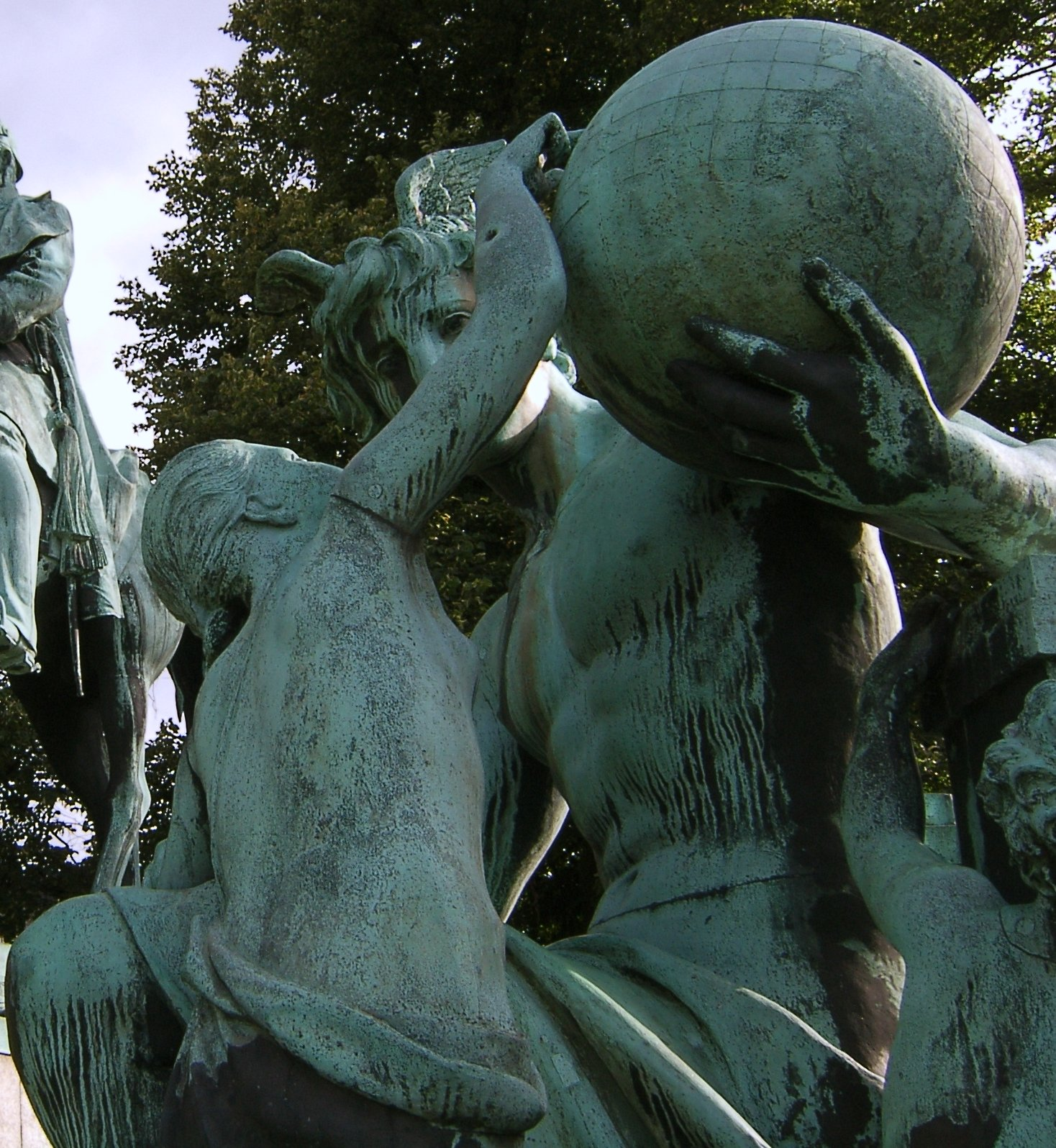
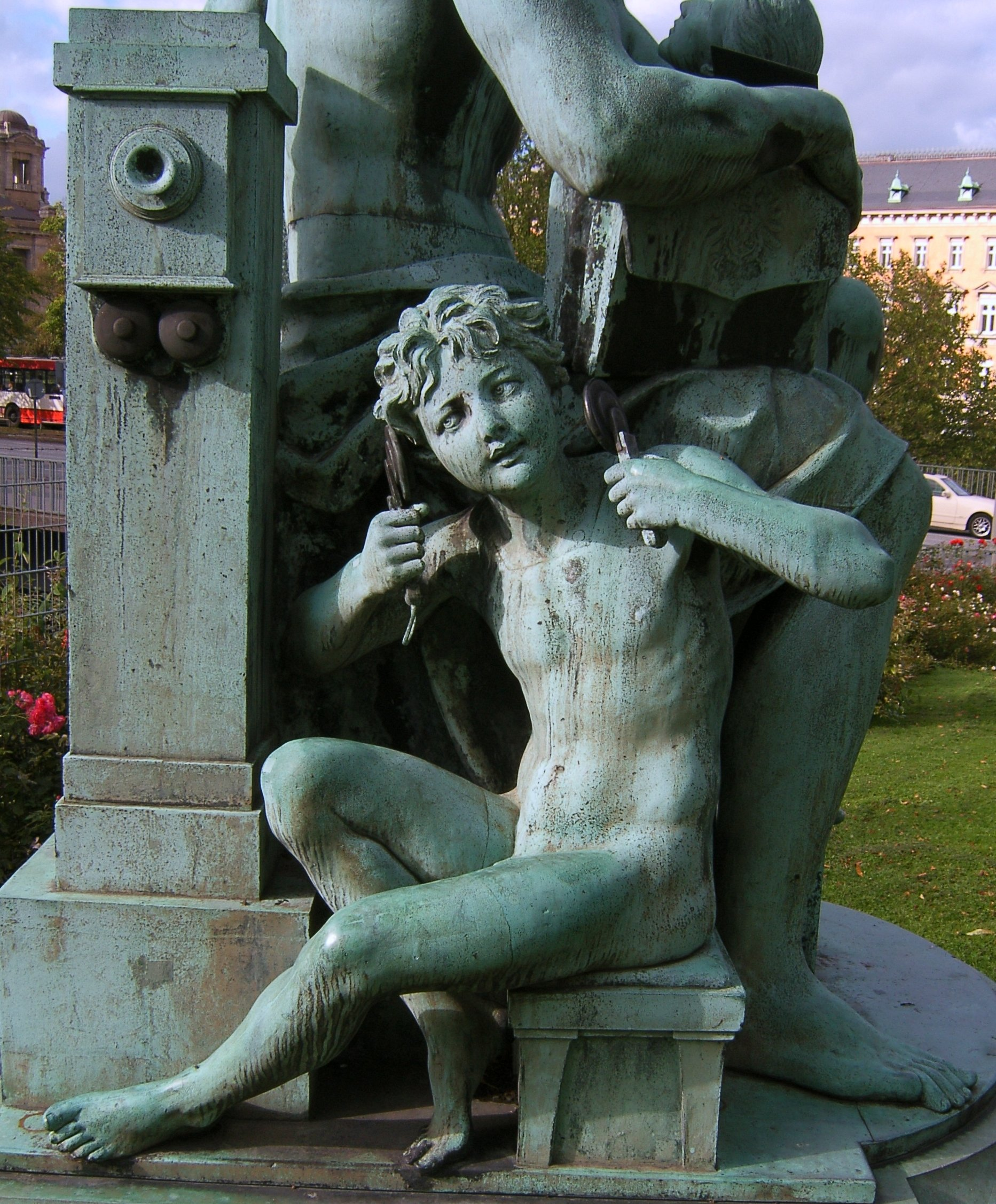
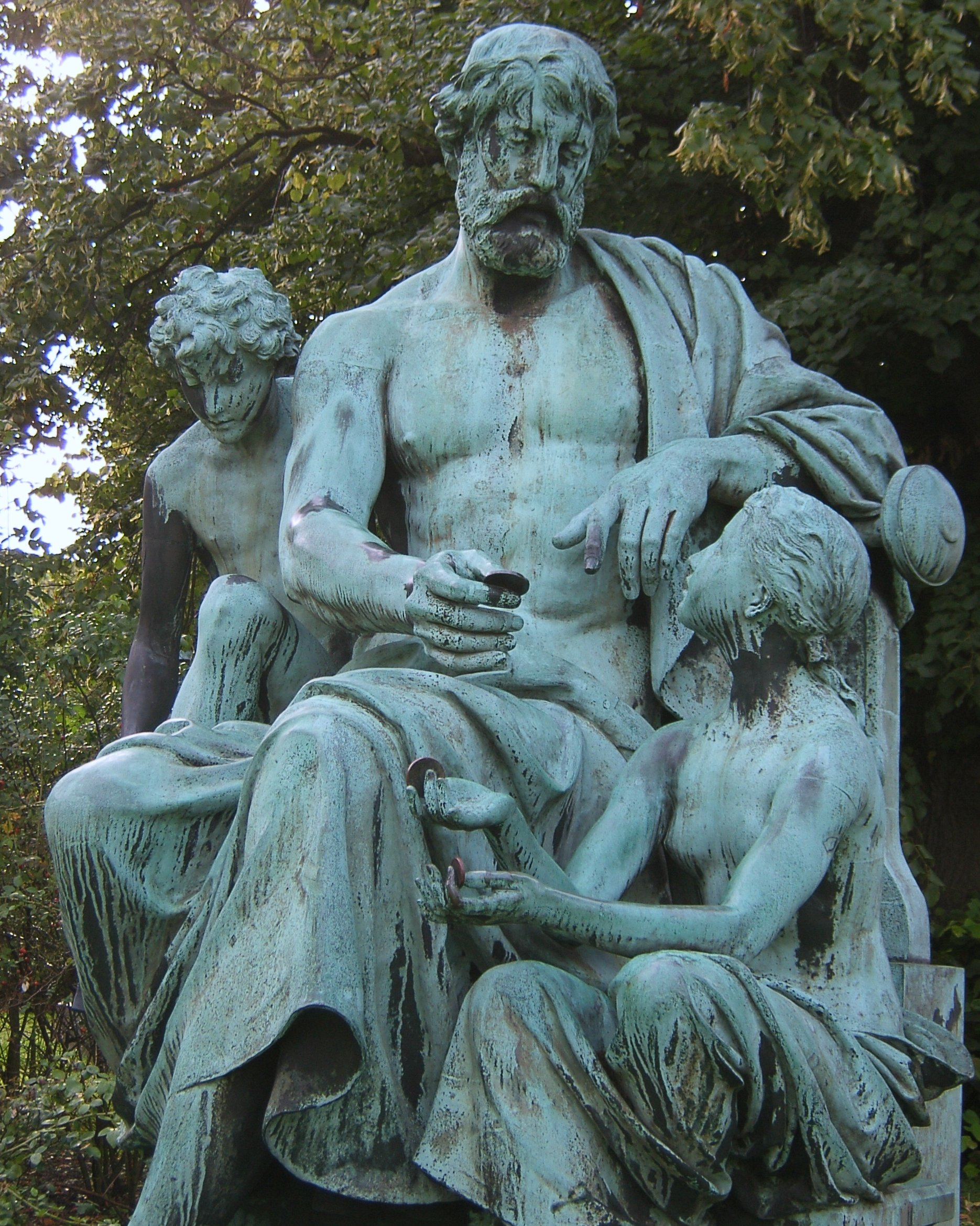
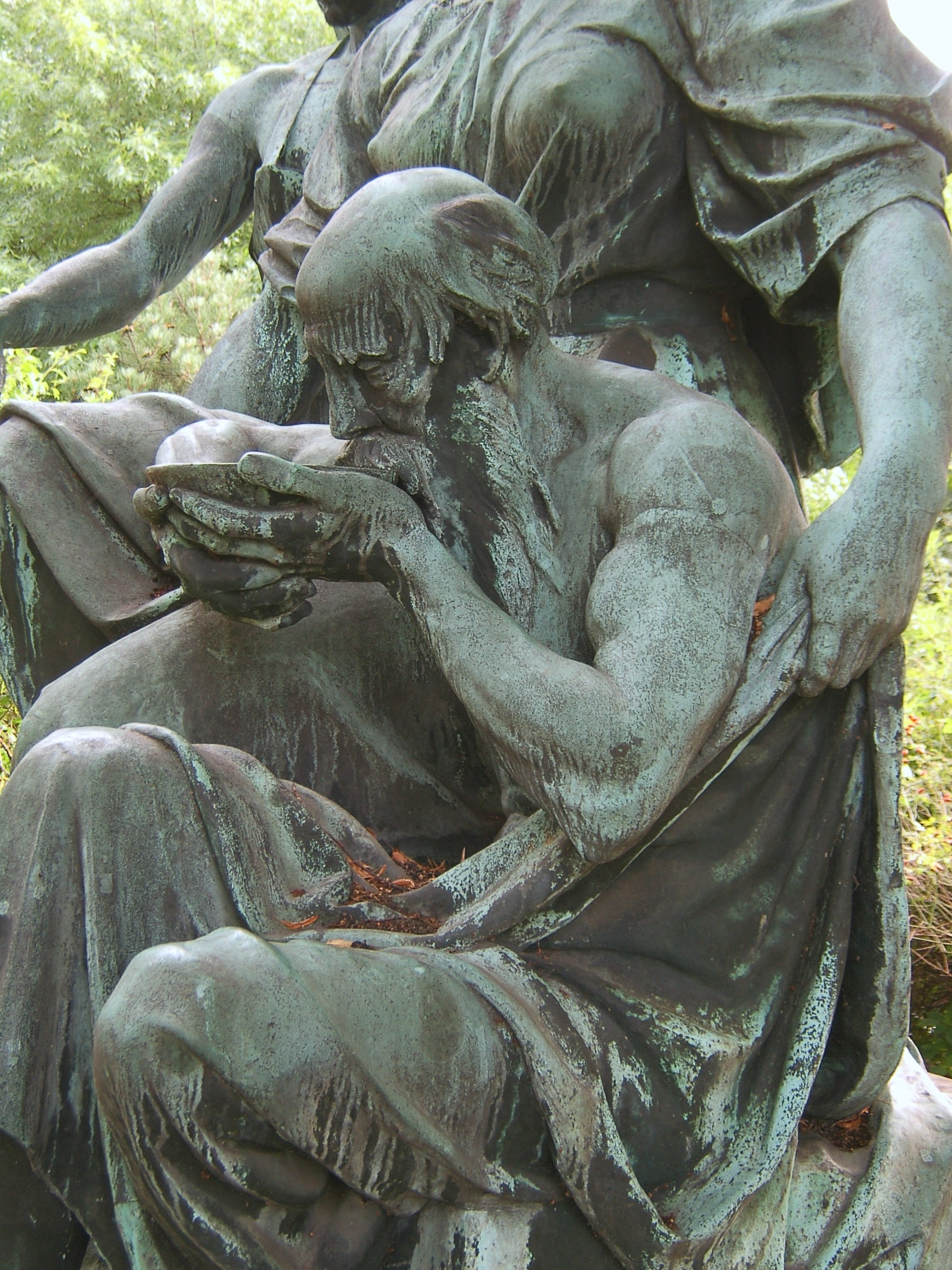
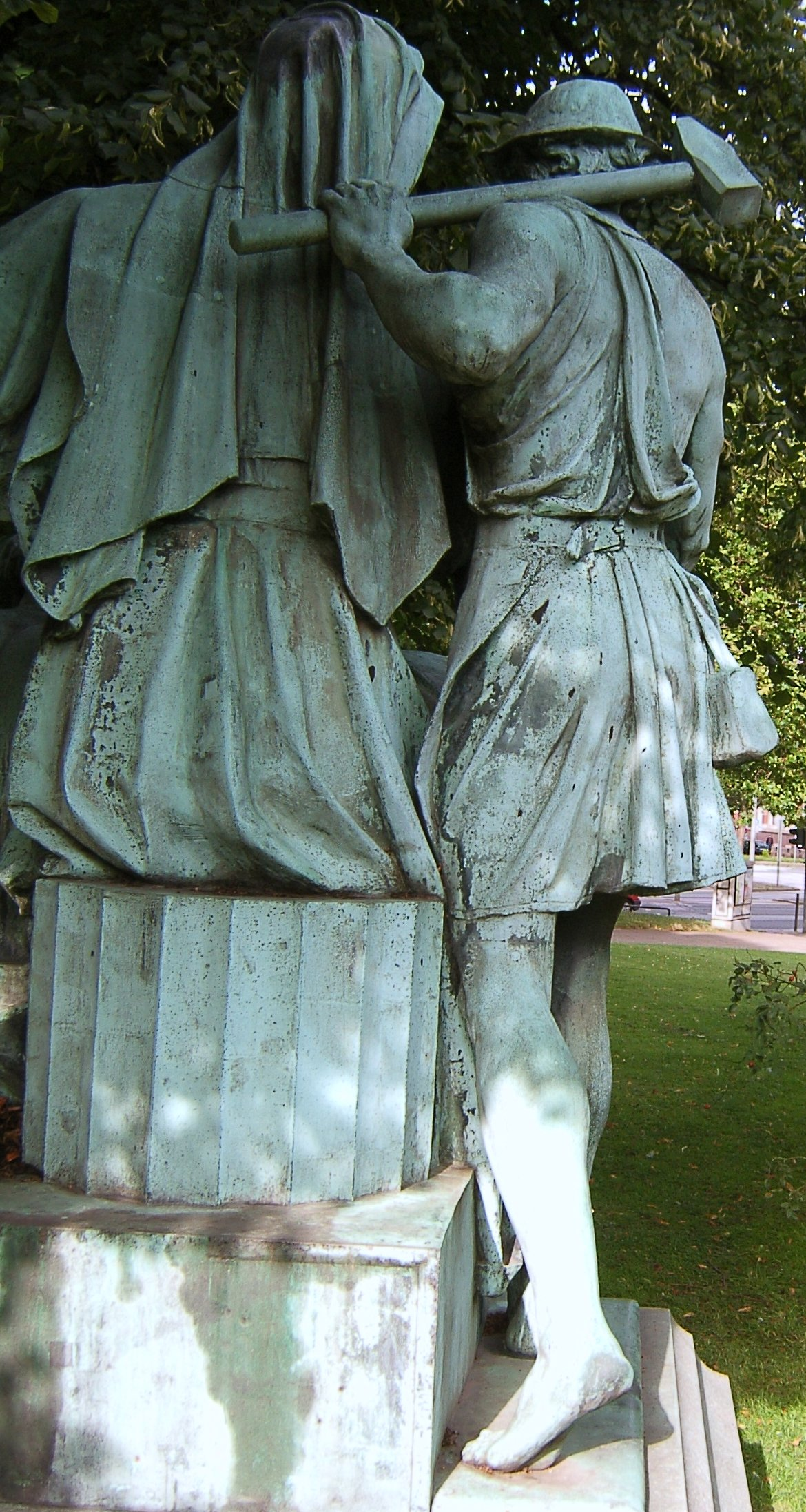